# Pier Paolo Cristofari

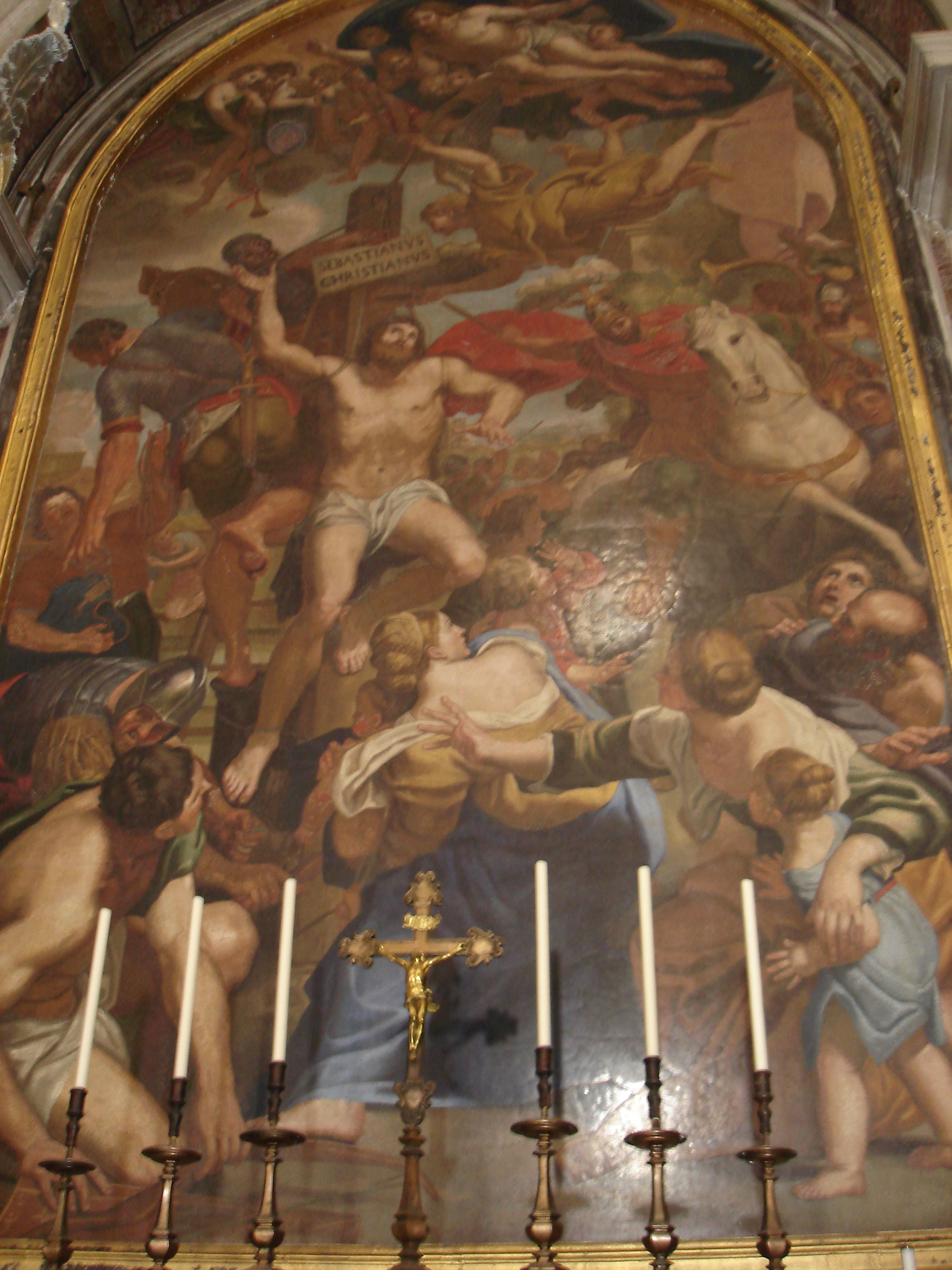
Martirio de San Sebastián, mosaico de Pietro Paolo Cristofari a partir de una pintura de Domenichino.

Pietro Paolo Cristofari (1685-1743) fue un mosaiquista italiano del Barroco tardío, activo en Roma, hijo de Fabio Cristofari. Se convirtió en el primer director del taller de mosaicos de la Ciudad del Vaticano, responsable de la decoración de las cúpulas y los altares de la Basílica de San Pedro. Bajo su dirección, realizó personalmente retablos de mosaico inspirados en las pinturas de artistas como Giovanni Francesco Romanelli, Guercino, Domenichino y Nicolas Poussin.